# Кокшаровский
Кокшаро́вский —  посёлок  в Камышловском районе Свердловской области России, входит в состав «Обуховского сельского поселения».

## Географическое положение
Посёлок Кокшаровский муниципального образования «Камышловский муниципальный район» расположен в 5 километрах (по автотрассе в 8 километрах) к западу от города Камышлов. 

## История посёлка
В настоящий момент посёлок входит в состав муниципального образования «Обуховское сельское поселение».

## Население
| 2002 | 2010 | 2021 |
| ---- | ---- | ---- |
| 76   | ↘52  | ↘21  |

## Инфраструктура
В посёлке находится железнодорожный разъезд Кокшаровский Свердловской железной дороги, ныне имеющий статус станции  Кокшаровский.
Путевое хозяйство. 
Действует Камышловская нефтебаза, Кокшаровский шпалопропиточный завод.

## Транспорт
Автомобильный и железнодорожный транспорт.